# Регургітація
Регургітація (з лат. приросток re-, що означає зворотну дію, + gurgitare «наводнювати») — зворотний нормальному напрямку стрімкий рух рідин або газів, що виникає в порожнистих м'язових органах при їх скороченні. Зазвичай спостерігається при порушенні функцій м'язів або розділових перегородок (наприклад, клапанів серця), а також при зворотному русі хвилі м'язового скорочення (наприклад, при антиперистальтиці шлунка).
Регургітація в серцево-судинній системі може виникати як в самому серці, так і в судинах.

## Причина регургітації в серці
Порушення замикальних функції мітрального, тристулкового клапанів, клапанів аорти або легеневого стовбура. В залежності від того, які клапани вражені, Регургітація крові може відбуватися у фазу систоли чи діастоли.